# Daniel Mahrer
Daniel Mahrer (ur. 6 stycznia 1962 w Chur) – szwajcarski narciarz alpejski, brązowy medalista olimpijski.

## Kariera
W zawodach Pucharu Świata pierwsze punkty wywalczył 29 stycznia 1984 roku w Garmisch-Partenkirchen, gdzie zajął dziewiąte miejsce w kombinacji. Na podium zawodów tego cyklu po raz pierwszy stanął 3 marca 1985 roku w Furano, wygrywając rywalizację w supergigancie. W zawodach tych wyprzedził Australijczyka Stevena Lee i Kanadyjczyka Briana Stemmle. Łącznie 24 razy zajmował miejsca na podium zawodów PŚ, odnosząc przy tym osiem zwycięstw: 3 marca 1985 roku w Furano był najlepszy w supergigancie, a 7 grudnia 1987 roku w Val d’Isère, 24 stycznia 1988 roku w Leukerbad, 14 stycznia 1989 roku w Kitzbühel, 5 stycznia 1991 roku w Garmisch-Partenkirchen, 7 marca 1992 roku w Panorama, 14 marca 1992 roku w Aspen i 11 stycznia 1993 roku w Garmisch-Partenkirchen triumfował w zjeździe. Najlepsze wyniki osiągnął w sezonie 1991/1992, kiedy zajął ósme miejsce w klasyfikacji generalnej, uzyskując 646 punktów. Był też wtedy drugi w klasyfikacji zjazdu, rozdzielając swego rodaka, Franza Heinzera i AJ Kitta z USA. W klasyfikacji zjazdu zdobył też trzeci w sezonach 1988/1989 i 1990/1991.
W 1987 roku wystąpił na mistrzostwach świata w Crans-Montana, gdzie zajął szóste miejsce w zjeździe. Podczas mistrzostw świata w Vail dwa lata później był czwarty w tej samej konkurencji. Walkę o brązowy medal przegrał tam z kolejnym Szwajcarem, Karlem Alpigerem. Największy sukces osiągnął na mistrzostwach świata w Saalbach w 1991 roku, ulegając tylko Franzowi Heinzerowi i Włochowi Peterowi Runggaldierowi. Następnie zajmował 19. miejsce w zjeździe podczas mistrzostw świata w Morioce w 1993 roku i na rozgrywanych trzy lata później mistrzostwach świata w Sierra Nevada.
Na igrzyskach olimpijskich w Calgary w 1988 roku zajął 12. miejsce w zjeździe, a w supergigancie nie ukończył rywalizacji. Podczas rozgrywanych cztery lata później igrzysk w Albertville  swoim jedynym starcie zajął 13. miejsce w tej konkurencji. Brał też udział w igrzyskach olimpijskich w Lillehammer w 1994 roku, gdzie był czternasty w zjeździe, a supergiganta nie ukończył.
W 1996 roku zakończył karierę.

## Osiągnięcia

### Igrzyska olimpijskie
| Miejsce | Dzień     | Rok  | Miejscowość | Konkurencja | Czas biegu | Strata | Zwycięzca         |
| ------- | --------- | ---- | ----------- | ----------- | ---------- | ------ | ----------------- |
| 12.     | 15 lutego | 1988 | Calgary     | Zjazd       | 1:59,63    | +3,55  | Pirmin Zurbriggen |
| DNF     | 21 lutego | 1988 | Calgary     | Supergigant | 1:39,66    | -      | Franck Piccard    |
| 13.     | 9 lutego  | 1992 | Albertville | Zjazd       | 1:50,37    | +2,02  | Patrick Ortlieb   |
| 14.     | 13 lutego | 1994 | Lillehammer | Zjazd       | 1:45,75    | +0,80  | Tommy Moe         |
| DNF     | 17 lutego | 1994 | Lillehammer | Supergigant | 1:32,53    | -      | Markus Wasmeier   |

### Mistrzostwa świata
| Miejsce | Dzień       | Rok  | Miejscowość   | Konkurencja | Czas biegu | Strata | Zwycięzca          |
| ------- | ----------- | ---- | ------------- | ----------- | ---------- | ------ | ------------------ |
| 6.      | 31 stycznia | 1987 | Crans-Montana | Zjazd       | 2:07,80    | +1,26  | Peter Müller       |
| 4.      | 6 lutego    | 1989 | Vail          | Zjazd       | 2:10,39    | +0,52  | Hans-Jörg Tauscher |
| 3.      | 27 stycznia | 1991 | Saalbach      | Zjazd       | 1:54,91    | +0,66  | Franz Heinzer      |
| 19.     | 11 lutego   | 1993 | Morioka       | Zjazd       | 1:32,06    | +2,07  | Urs Lehmann        |
| 19.     | 17 lutego   | 1996 | Sierra Nevada | Zjazd       | 2:00,17    | +2,44  | Patrick Ortlieb    |

### Puchar Świata

#### Miejsca w klasyfikacji generalnej
- sezon 1983/1984: 87.
- sezon 1984/1985: 10.
- sezon 1985/1986: 29.
- sezon 1986/1987: 18.
- sezon 1987/1988: 15.
- sezon 1988/1989: 9.
- sezon 1989/1990: 12.
- sezon 1990/1991: 11.
- sezon 1991/1992: 8.
- sezon 1992/1993: 8.
- sezon 1993/1994: 18.
- sezon 1994/1995: 39.
- sezon 1995/1996: 39.

#### Zwycięstwa w zawodach
1. Furano – 3 marca 1985 (supergigant)
2. Val d’Isère – 7 grudnia 1987 (zjazd)
3. Leukerbad – 24 stycznia 1988 (zjazd)
4. Kitzbühel – 14 stycznia 1989 (zjazd)
5. Garmisch-Partenkirchen – 5 stycznia 1991 (zjazd)
6. Panorama – 7 marca 1992 (zjazd)
7. Aspen – 14 marca 1992 (zjazd)
8. Garmisch-Partenkirchen – 11 stycznia 1993 (zjazd)

#### Pozostałe miejsca na podium
1. Panorama – 16 marca 1985 (zjazd) – 2. miejsce
2. Aspen – 7 marca 1987 (zjazd) – 2. miejsce
3. Calgary – 14 marca 1987 (zjazd) – 3. miejsce
4. Wengen – 20 stycznia 1989 (zjazd) – 3. miejsce
5. Wengen – 21 stycznia 1989 (zjazd) – 3. miejsce
6. Aspen – 17 lutego 1989 (zjazd) – 3. miejsce
7. Whistler – 25 lutego 1989 (zjazd) – 2. miejsce
8. Schladming – 11 stycznia 1990 (zjazd) – 3. miejsce
9. Cortina d’Ampezzo – 3 lutego 1990 (zjazd) – 2. miejsce
10. Kitzbühel – 17 stycznia 1992 (zjazd) – 2. miejsce
11. Panorama – 6 marca 1992 (zjazd) – 2. miejsce
12. Aspen – 7 marca 1993 (supergigant) – 3. miejsce
13. Sierra Nevada – 15 marca 1993 (zjazd) – 2. miejsce
14. Kvitfjell – 21 marca 1993 (supergigant) – 2. miejsce
15. Val Gardena – 18 grudnia 1993 (zjazd) – 2. miejsce
16. Wengen – 19 stycznia 1996 (zjazd) – 3. miejsce